# Ambrone
Die Ambrone ist ein Fluss in Frankreich, der in der Region Okzitanien verläuft. Sie entspringt im Gemeindegebiet von Saint-Benoît unterhalb des Col del Tuquet, entwässert generell in nordwestlicher Richtung und mündet nach rund 22 Kilometern im Gemeindegebiet von Moulin-Neuf als rechter Nebenfluss in den Hers-Vif. Auf seinem Weg durchquert die Fluss das Département Aude und erreicht knapp vor seiner Mündung das Département Ariège.

## Orte am Fluss
(Reihenfolge in Fließrichtung)
- Gary (Gemeinde Saint-Benoît)
- Saint-Benoît
- Courtauly
- Peyrefitte-du-Razès
- Gueytes d’en haut (Gemeinde Val de Lambronne)
- Caudeval (Gemeinde Val de Lambronne)
- Les Bessèdes (Gemeinde Moulin-Neuf)